# Ключ 198
Ключ 198 (иер. 鹿) со значением «олень», 198 по порядку из 214 традиционного списка иероглифических ключей, используемых при написании иероглифов. Записывается 11 штрихами.
В словаре Канси под этим ключом содержится 104 иероглифа (из 49 030).

Вид ключа в Цзягувэнь
Вид ключа в Цзиньвэнь
Вид ключа в большой печати Чжуаньшу
Вид ключа в малой печати Чжуаньшу

## Примеры иероглифов
| Доп. черты | Иероглифы            |
| ---------- | -------------------- |
| 0          | 鹿                   |
| 2          | 麀 麁 麂             |
| 4          | 麃 麄                |
| 5          | 麅 麆 麇 麈          |
| 6          | 麉 麊 麋             |
| 7          | 麌 麍 麎 麏 麐       |
| 8          | 麑 麒 麓 麔 麕 麖 麗 |
| 9          | 麘 麙 麚 麛          |
| 10         | 麜 麝                |
| 11         | 麞                   |
| 12         | 麟                   |
| 13         | 麠                   |
| 14         | 麡                   |
| 17         | 麢                   |
| 20         | 麣                   |
| 22         | 麤                   |

- Примечание: Ваш браузер может отображать иероглифы неправильно.